# Essere John Malkovich
Essere John Malkovich (Being John Malkovich) è un film del 1999 diretto da Spike Jonze.
Ricevette tre candidature ai Premi Oscar 2000: miglior regia, miglior sceneggiatura originale e migliore attrice non protagonista per Catherine Keener.

## Trama
Craig Schwartz è un marionettista di scarso successo che vive con la moglie Lotte, ossessionata dagli animali (in casa hanno un cane, un gatto, uno scimpanzé, un'iguana, un furetto e un pappagallo). Lotte sprona Craig a cercare un lavoro che gli permetta di sbarcare il lunario; grazie alla sua abilità nel muovere le dita Craig ottiene un impiego come archivista alla LesterCorp, un'azienda molto particolare situata al settimo piano e mezzo (quindi con soffitti molto bassi) di un grattacielo di New York. Qui Craig incontra il presidente, il dottor Lester, e Maxine, una bellissima collega della quale Craig si innamora.
Casualmente un giorno Craig scopre dietro ad un mobile un passaggio che gli consente di ritrovarsi dentro la testa del famoso attore John Malkovich (che nel film prende il nome di "John Horatio Malkovich" mentre il suo vero secondo nome è "Gavin"). Dopo circa 15 minuti viene catapultato nel New Jersey in un fosso adiacente ad un casello autostradale. Craig mostra la sua scoperta a Maxine che ha l'idea di creare una società, la J.M. Inc., che durante le ore notturne permette a chiunque di essere John Malkovich per 15 minuti al costo di 200 dollari. Anche Lotte prova l'esperienza di entrare nel tunnel, e ne rimane talmente ossessionata al punto di pensare all'idea di diventare transessuale. Proprio Lotte, durante una cena a casa di Lester alla quale era stata invitata con Craig, scopre una stanza strana, con un muro sul quale è mostrata tutta la vita di John Malkovich con foto e descrizioni.
Lotte entra di nuovo in Malkovich ed è presente nel suo inconscio mentre Maxine lo chiama e organizza un appuntamento con lui la sera stessa. Si rende conto che è molto attratta da Maxine che successivamente dirà di aver notato la presenza di Lotte negli occhi di Malkovich durante il loro incontro. Una sera Craig e Lotte invitano Maxine a cena; durante un momento di relax entrambi si gettano su di lei, Maxine però rivela di essere attratta solamente da Lotte e solo quando lei è all'interno di Malkovich. Per questo motivo le due si accordano per vedersi di nuovo con Lotte all'interno di Malkovich, e Maxine e Malkovich hanno un rapporto sessuale non appena la donna si rende conto che Lotte è dentro di lui.
Lasciato da entrambe le donne, Craig capisce che l'unico modo di star vicino a Maxine, la donna da lui amata, è fingere che sia Lotte a essere in Malkovich e invece entrare egli stesso. Costringe quindi sua moglie Lotte a chiamare Maxine per organizzare un altro appuntamento con Malkovich e dopo la rinchiude in una gabbia insieme al suo scimpanzé Elijah. Maxine seduce Malkovich ancora una volta, pensando che ci sia Lotte nella sua testa, ma al suo interno c'è Craig che scopre di essere in grado di gestire la mente e il corpo di Malkovich.
Malkovich però si rende conto di essere controllato da qualcosa di sovrannaturale e dopo un consulto con il suo amico Charlie Sheen, pensando che Maxine sia una specie di strega, una sera la segue e scopre la J.M. Inc. di Maxine e Craig che vende l'esperienza di essere John Malkovich. Entra nel tunnel, nella sua stessa testa, e giunge in un mondo dove tutti (uomini e donne) hanno il suo aspetto e l'unica parola che si può pronunciare è "Malkovich". Dopo 15 minuti viene espulso, atterra nel fosso sull'autostrada e minaccia Craig di denunciarlo se quest'ultimo non chiude immediatamente il tunnel. Craig lo ignora e costringe ancora una volta Lotte a organizzare un incontro tra Maxine e Malkovich. Questa volta però, dopo che Craig è entrato in Malkovich, Lotte riesce a liberarsi grazie all'aiuto dello scimpanzé Elijah e informa Maxine che la persona all'interno di Malkovich è stata e sarà anche quella sera stessa Craig e non lei. Sorprendentemente, Maxine dice a Lotte che è eccitata dal fatto che Craig possa usare Malkovich come una marionetta e decide di incontrarlo lo stesso.
Questa volta quando Maxine arriva all'appartamento di Malkovich, Craig è capace di avere il totale controllo sul corpo dell'attore e dopo aver avuto un rapporto sessuale, Craig decide di rimanere all'interno di Malkovich per sempre. Così inizia a controllarlo, decidendo inoltre di usare la fama di John Malkovich per la sua aspirazione di celebre marionettista. La storia ha un salto in avanti di otto mesi, oramai Craig si è sposato con Maxine e ha fatto diventare John Malkovich un famoso marionettista, dopo avergli fatto abbandonare il suo precedente lavoro di attore. Ma le cose non vanno bene con Maxine, che è diventata distante, soprattutto dopo aver scoperto di essere incinta.
Lotte intanto va da Lester che le confessa di essere in verità lo stesso Mertin Flemmer, costruttore dell'edificio in cui ha sede l'azienda e di usare il tunnel da molti anni per vivere per l'eternità usando i corpi di "ospiti" come Malkovich. Per questo motivo lo stava osservando da anni, pianificando di utilizzare il suo corpo insieme ad alcuni suoi amici a partire dal giorno del compimento dei 44 anni di Malkovich. Lester e gli altri devono entrare in Malkovich prima della mezzanotte altrimenti il tunnel si sposterà verso il prossimo candidato, di solito un bambino, con un subconscio molto debole che imprigionerà chiunque ci entri. Lotte spiega a Lester che Craig sta controllando Malkovich e Lester, visto che Craig ha raggiunto un livello di controllo su Malkovich troppo alto per essere cacciato via, pianifica di costringerlo ad uscire minacciando di uccidere Maxine.
Craig così per amore di Maxine è costretto ad uscire dal corpo di Malkovich in modo che Lester e i suoi amici possano quindi entrarci e prenderne possesso. Lotte e Maxine si innamorano quando quest'ultima rivela che la figlia che ha in grembo è stata concepita durante una delle esperienze di Lotte in Malkovich. Craig scopre l'amore tra le due donne e affranto ritorna nel tunnel per rientrare in Malkovich con lo scopo di riconquistare Maxine, ma la mezzanotte è passata e rimane intrappolato nel corpo e nella mente della figlia di Maxine, l'"ospite" successivo a Malkovich. Soppresso dall'inconscio dell'"ospite", Craig sarà impossibilitato a fare qualunque cosa e gli rimarrà solamente la possibilità di guardare Maxine e Lotte vivere felicemente attraverso gli occhi della loro bambina.

## Riconoscimenti
2000 - Premio Oscar:
- Candidatura al miglior regia a Spike Jonze
- Candidatura alla miglior sceneggiatura originale a Charlie Kaufman
- Candidatura alla miglior attrice non protagonista a Catherine Keener

2000 - Golden Globe:
- Candidatura al miglior film commedia o musicale
- Candidatura alla miglior attrice non protagonista a Cameron Diaz
- Candidatura alla miglior attrice non protagonista a Catherine Keener
- Candidatura alla miglior sceneggiatura a Charlie Kaufman

2000 - Premio BAFTA:
- Miglior sceneggiatura originale a Charlie Kaufman
- Candidatura alla miglior attrice non protagonista a Cameron Diaz
- Candidatura al miglior montaggio a Eric Zumbrenner

2000 - Screen Actors Guild Awards:
- Candidatura alla miglior attrice non protagonista a Cameron Diaz
- Candidatura alla miglior attrice non protagonista a Catherine Keener
- Candidatura al miglior cast

2000 - Saturn Awards:
- Miglior film fantasy
- Miglior sceneggiatura
- Candidatura alla miglior attrice non protagonista a Catherine Keener

1999 - Satellite Awards:
- Miglior film commedia o musicale
- Miglior attrice non protagonista in un film commedia o musicale a Catherine Keener
- Candidatura alla miglior attrice non protagonista in un film commedia o musicale a Cameron Diaz
- Candidatura alla miglior sceneggiatura originale a Charlie Kaufman

2000 - Independent Spirit Awards:
- Miglior film d'esordio
- Miglior sceneggiatura d'esordio a Charlie Kaufman
- Candidatura al miglior attore protagonista a John Cusack

1999 - Chicago Film Critics Association Awards:
- Miglior sceneggiatura a Charlie Kaufman
- Candidatura al miglior film
- Candidatura al miglior attore non protagonista a John Malkovich
- Candidatura alla miglior attrice non protagonista a Catherine Keener
- Candidatura alla miglior regia a Spike Jonze

2000 - Critics' Choice Movie Awards:
- Miglior artista emergente a Spike Jonze
- Candidatura al miglior film

2000 - Teen Choice Awardss:
- Candidatura miglior attrice a Cameron Diaz

2000 - MTV Movie Awards:
- Miglior nuovo film-maker a Spike Jonze

2000 - Nastro d'Argento:
- Regista del miglior film straniero a Spike Jonze

## Partecipazioni straordinarie
Nel finto speciale televisivo su John Malkovich appaiono, in piccoli camei, nella parte di loro stessi Sean Penn e Brad Pitt, anche Michelle Pfeiffer (che per un breve periodo fu la compagna di Malkovich) interpreta se stessa in un cameo.
David Fincher interpreta il ruolo di un intervistato. Nelle immagini di repertorio compaiono anche Winona Ryder, Andy Dick e gli Hanson tra il pubblico degli MTV Video Music Awards del 1998.

## Citazioni
- Il brano che John Malkovich legge ad alta voce e registra è tratto da Il giardino dei ciliegi di Anton Čechov.
- Ne Il ladro di orchidee del 2002, il successivo film di Spike Jonze e Charlie Kaufman, è presente un finto "dietro le quinte" di Essere John Malkovich.